# PRINT (명령어)

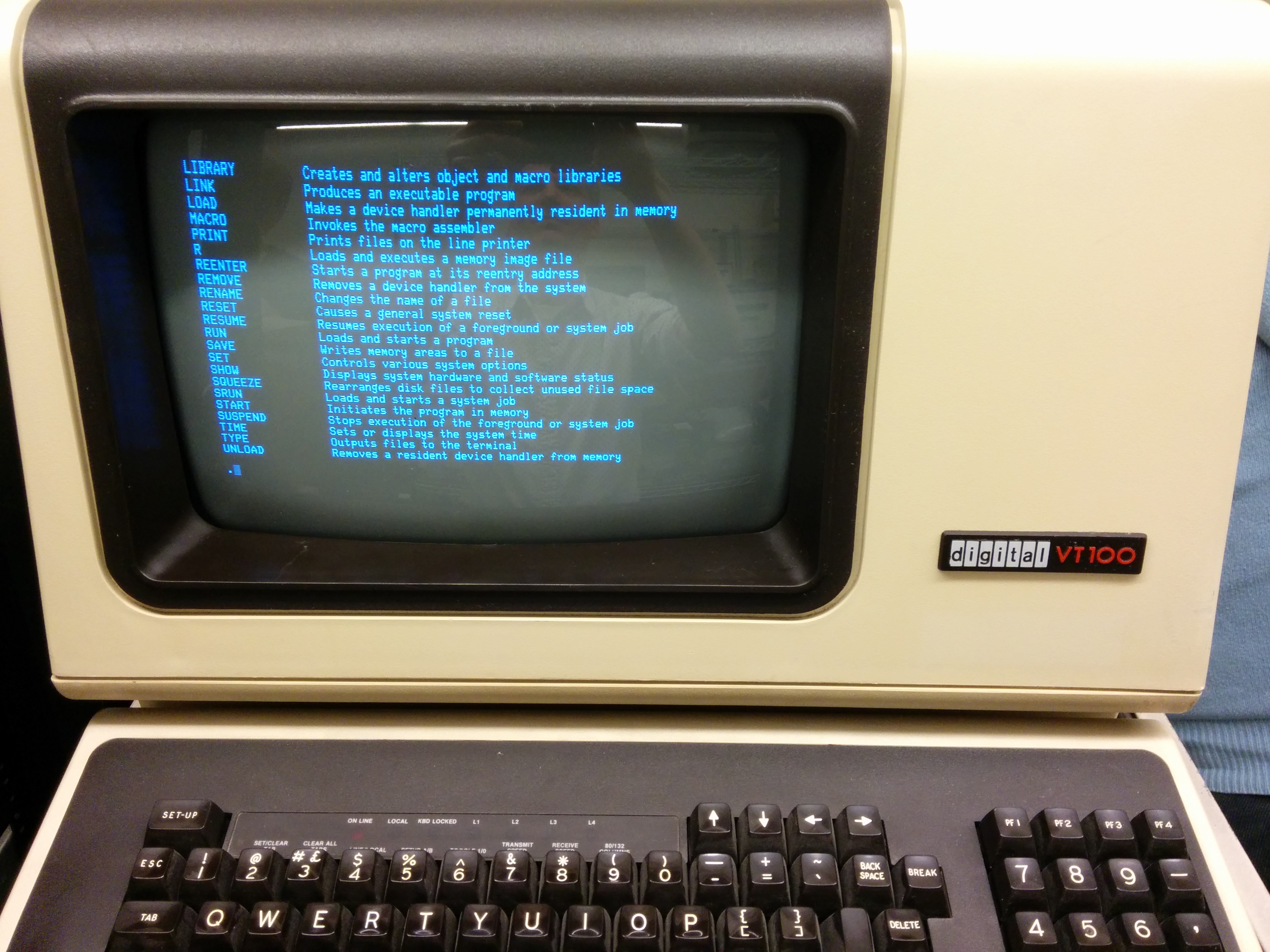
VT100에 표시된 RT-11SJ의 PRINT 명령에 대한 설명.

print(프린트)명령은 다수의 운영 체제에서 단일 사용자의 인쇄 스풀링 기능을 제공한다. 유닉스 시스템 V lp 및 BSD lpr 인쇄 스풀러 시스템에서 제공하는 것과 대략 유사하다.

## 구현
이 명령은 DEC RT-11, OS / 8, TOPS-10, 및 TOPS-20 운영 체제 및 DR FlexOS, DR DOS, TSL PC-MOS, Paragon Technology PTS-DOS, IBM OS / 2, 마이크로소프트 윈도우, 프리DOS, Stratus OpenVOS, AROS, 및 HP MPE / iX에서 사용할 수 있다.
프리DOS 버전은 James Tabor에 의해 개발되었고 GNU 일반 공중 사용 허가서에 따라 라이선스가 부여되었다.

### DOS(도스), OS / 2, Windows(윈도우)

#### 배경
이 명령은 MS-DOS/IBM PC DOS 2.0에 도입되었다. DR DOS 6.0은 print 명령의 구현을 포함한다.
도스 초기 버전에서는 인쇄할 파일을 인쇄 장치를 나타내는 파일(장치파일)에 copy (복사) 명령을 사용하여 인쇄를 수행했다. 인쇄 작업이 완료되면 사용자에게 제어권이 반환된다. DOS 2.0을 시작으로, 인쇄가 백그라운드에서 발생한 동안 컴퓨터를 계속 사용할 수 있는 기능, 인쇄할 작업의 대기열을 생성할 수 있는 기능 등 기본적인 인쇄 스풀을 할 수 있도록 인쇄 명령이 포함되었다.

#### 묘사
print 인쇄 명령은 가능한 많은 로컬 프린터 인터페이스 중 하나를 지정할 수 있도록 허용했으며, net 명령을 사용하여 네트워크 프린터를 사용할 수 있었다.  최대 파일 수와 최대 버퍼 크기를 지정할 수 있으며, 추가 명령줄 옵션을 통해 대기열에서 파일을 추가 및 제거할 수 있다. 여백, 페이지 길이 및 사본 수뿐만 아니라 인쇄 속도 대 컴퓨터 응답성 사이에서 조정하기 위한 매개 변수도 설정할 수 있다.

#### 망측량
print 명령의 초기 릴리스의 사용자들은 새로 도입된 하위 디렉토리에 대한 지원 부족뿐만 아니라 인쇄 속도가 느리고 자원 사용량이 높다고 언급했다. 이 명령은 최초의 RAM 상주 프로그램 중 하나였으며, 많은 사용자가 RAM 상주 프로그램을 어떻게 작성해야 하는지를 결정하기 위해 바이너리를 분해하는 등 널리 사용되는 첫 번째 프로그램이었다.

## 같이 보기
- 도스 명령 목록
- 유닉스 명령어 목록

## 추가 자료
- Cooper, Jim (2001). 《Special Edition Using MS-DOS 6.22, Third Edition》. Que Publishing. ISBN 978-0789725738.
- Kathy Ivens; Brian Proffit (1993). 《OS/2 Inside & Out》. Osborne McGraw-Hill. ISBN 978-0078818714.
- John Paul Mueller (2007). 《Windows Administration at the Command Line for Windows Vista, Windows 2003, Windows XP, and Windows 2000》. John Wiley & Sons. ISBN 978-0470165799.